# Ludvík Šereda
Ludvík Šereda (* 1957) je československý basketbalista, bronzový medailista z československé ligy 1976.
V československé basketbalové lize odehrál celkem 6 sezón (1976-1981). Hrál za kluby Spartak Sokolovo / Sparta Praha (5 sezón, 1975-1980, 930 bodů) a Dukla Olomouc (1 sezóna, 1980-1981). Se Spartou Praha získal bronzovou medaili za třetí místo (1976). V ligových utkáních zaznamenal celkem 947 bodů.  
Po skončení hráčské kariéry se věnuje podnikatelské činnosti.

## Hráčská kariéra

### kluby
- 1975-1980 Sparta Praha – 3. místo (1976), 2x 7. místo (1977, 1979), 8. místo (1978), 9. místo (1980)
- 1980-1981 Dukla Olomouc – 10. místo (1981)
  - Československá basketbalová liga celkem 6 sezón (1975-1981) a 947 bodů